# Zootrophion vulturiceps
Zootrophion vulturiceps är en orkidéart som först beskrevs av Carlyle August Luer, och fick sitt nu gällande namn av Carlyle August Luer. Zootrophion vulturiceps ingår i släktet Zootrophion och familjen orkidéer.
Artens utbredningsområde är Costa Rica. Inga underarter finns listade i Catalogue of Life.